# Семёновка (Третьяковский район)
Семёновка — поселок в Третьяковском районе Алтайского края. Входит в состав Шипунихинского сельсовета.

## История
Основан в 1738 г. В 1928 г. село Семёновское состояло из 253 хозяйств, основное население — русские. Центр Семёновского сельсовета Змеиногорского района Рубцовского округа Сибирского края.

## Население
| 1926 | 1997 | 1998 | 1999 | 2000 | 2001 |
| ---- | ---- | ---- | ---- | ---- | ---- |
| 1218 | ↘372 | ↘365 | ↗367 | ↘340 | ↗343 |
| 2002 | 2003 | 2004 | 2005 | 2006 | 2007 |
| ↘295 | ↘286 | ↘246 | ↘239 | ↘226 | ↘216 |
| 2008 | 2009 | 2010 | 2011 | 2012 | 2013 |
| ↘190 | →190 | ↘152 | ↘151 | ↘133 | ↘131 |